# Lista personajelor din Prison Break
Aceasta este o listă însoțită de descrierea personajelor din serialul american de televiziune Prison Break. Personajele sunt enumerate în ordine alfabetică.

## Personaje principale
| Personaj                           | Actor               | Informații | |
| ---------------------------------- | ------------------- | ---------- | --- |
| John Abruzzi                       | Peter Stormare      | 1, 2       | John Abruzzi era unul din capii Mafiei din Chicago, în Penitenciarul Fox River era cel care controla munca celorlalți deținuți. A fost condamnat la închisoare pe viață.Mai târziu, Abruzzi este omorât de FBI - anticipandu-i reactia, agentul Mahone incalca deliberat procedura de arestare. |
| Theodore «T-bag» Bagwell           | Robert Knepper      | 1, 2       | T-Bag a fost condamnat la închisoare pe viața, fără posibilitatea de eliberare condiționată, pentru viol, răpire și omor. |
| Brad Bellick                       | Wade Williams       | 1, 2       | Brad Bellick a fost șeful gardienilor din Penitenciarul Fox River. După ce a fost demis din această funcție a pornit pe cont propriu în prinderea evadaților din Fox River pentru recompensa oferită de autorități.                                                                             |
| Lincoln Burrows                    | Dominic Purcell     | 1, 2       | Lincoln a fost condamnat pe viață, pentru o crimă pe care nu a comis-o. A fost transferat în Penitenciarul Fox River unde își aștepta execuția, pedeapsa pentru acuzația de omor a lui Terrence Steadman.                                                                                       |
| Lincoln «LJ» Burrows, Jr.          | Marshall Allman     | 1, 2       | L.J. este fiul lui Lincoln din acest motiv a intrat în vizorul Companiei, o organizație conspirativă care a pus la cale și omorul lui Terrence Steadman. |
| Veronica Donovan                   | Robin Tunney        | 1, 2       | Veronica a fost avocata, prietena lui Michael și fosta iubită a lui Lincoln. |
| Benjamin Miles « C-Note » Franklin | Rockmond Dunbar     | 1, 2       | C-Note este un deținut din Penitenciarul Fox River, cunoscut aici ca „farmacistul”, a fost condamnat pentru posesie de bunuri furate la 8 ani de închisoare. |
| Paul Kellerman                     | Paul Adelstein      | 1, 2       | Kellerman este un agent al Serviciului Secret, mâna dreaptă a lui Caroline Reynolds, a primit ordin să asigure execuția lui Lincoln. |
| Alexander Mahone                   | William Fichtner    | 2          | Mahone este un agent al FBI-ului însărcinat cu prinderea evadaților din Penitenciarul Fox River. |
| Michael Scofield                   | Wentworth Miller    | 1, 2       | Michael fratele lui Lincoln, a fost condamnat pentru atac armat asupra unei bănci și închis în Penitenciarul Fox River. A organizat evadarea sa și a lui Lincoln din închisoare. |
| Fernando Sucre                     | Amaury Nolasco      | 1, 2       | Sucre este colegul de celulă a lui Michael, a fost condamnat la 5 ani de închisoare pentru jaf armat. |
| Sara Tancredi                      | Sarah Wayne Callies | 1, 2       | Sara este medicul Penitenciarului Fox River, a fost implicată în evadarea lui Michael și a fratelui acestuia. |

## Personaje secundare și recurente

### Aliați ai fugarilor
| Personaj     | Actor | Episoade                 |
| ------------ | --- | ------------------------ |
| Aldo Burrows | Kattie | 1x15, 1x19, 2x10 - 2x12  |
| Aldo Burrows | Tatăl lui Michael este un fost angajat al Companiei. |                          |
| Nick Savrinn | Frank Grillo | 1x04 - 1x15, 1x17 - 1x22 |
| Nick Savrinn | Nick lucrează pentru «Project Justice», o organizație care încearcă să ajute victimele erorilor judiciare, și o ajută pe Veronica fiind convins de nevinovăția lui Lincoln.A fost omorât de un om de al lui Abruzzi. |                          |

### Anturajul fugarilor
| Personaj         | Actor | Episoade                           |
| ---------------- | --- | ---------------------------------- |
| Hector Avila     | Kurt Caceres | 1x02, 1x04, 1x16, 2x05, 2x10       |
| Hector Avila     | Hector este vărul lui Sucre și rivalul acestuia în cucerirea inimii lui Maricruz, care a acceptat propunearea în căsătorie a lui Hector. Hector este vinovat în parte de încarcerarea lui Sucre. |                                    |
| Debra Jean Belle | Kristin Malko | 2x02, 2x04, 2x05, 2x07             |
| Debra Jean Belle | Debra Jean este o studentă care locuiești în Utah. A căutat prin intermediul unui anunț afișat în campusul universitar un tovarăș de drum până în Utah. Acestui anunț i-a răspuns Tweener unul din evadații de la Închisoarea Fox River. La început debra a fost suspicioasă în privință comportamentului lui Tweener, dar mai apoi a ajuns să îl aprecieze pe acesta și să împarta cu el o cameră de motel pentru o noapte. Timpul petrecut împreună de cei doi a fost întrerupt de un ofițer de poliție care a întrebat-o pe Debra dacă știe ceva despre un evadat de la Fox River pe nume Tweener. Ea alege să nu îl denunțe, dar îl roagă pe acesta să ia mașina ei și să plece. După o scurtă perioadă de timp Tweener apare la ușa ei cu intenția de a-și exprima regretele pentru modul și momentul în care s-au întâlnit. Debra îi răspunde cu aceleași sentimente chiar dacă fugarul este în custodia poliției. |                                    |
| Maricruz Delgado | Camille Guaty | 1x01, 1x02, 1x04, 1x12, 1x16       |
| Maricruz Delgado | Maricruz este logodnica lui Sucre fiind și însărcinată cu acesta. Fiind îngrijorată de creșterea copilului pe care îl așteaptă fără un tată, ea se hotărăște să se căsătorească cu Hector. Maricruz este motivul pentru care Sucre evadează din închisoare. |                                    |
| Philly Falzone   | Al Sapienza | 1x02, 1x03, 1x09, 1x10             |
| Philly Falzone   | Falzone este un cap al Mafiei interesat de localizarea lui Otto Fibonacci un martor în procesul intentat lui. El este trădat de Michael și Abruzzi care îi spun să meargă în Canada pentru a-l găsi pe Fibonacci. Aici Falzone este arestat. |                                    |
| Kacee Franklin   | Cynthia Kaye McWilliams | 1x13, 1x16, 1x20, 2x03, 2x09, 2x12 |
| Kacee Franklin   | Kacee este soția lui C-Note, împreună cei doi au o fetiță. Ignorând faptul că soțul său este în închisoare ea nu acceptă planul acestuia de a evada și a fi din nou împreună. Cu toate acesea ea răspunde negativ cerințelor agentului FBI Lang de a coopera cu FBI. Kacee și fetița fug din Dakota înainte de a fi acuzată de complicitate la evadarea soțului ei. |                                    |
| Lisa Rix         | Jessalyn Gilsig | 1x01, 1x03, 1x07, 1x08             |
| Lisa Rix         | Lisa este mama lui L.J. Împreună cu soțul ei Adrian sunt asasinați de agenții Kellerman și Hale. |                                    |
| Nika Volek       | Holly Valance | 1x10, 1x11, 1x19, 2x03, 2x04       |
| Nika Volek       | Nika este o emigranta ilegală cu care Michael s-a căsătorit pentru a o ajutat să obțină cetățenia americană. În schimb ea l-a ajutat în planul său de evadare. Cerându-i din nou ajutorul, ea îl trădează pe Michael. |                                    |

### Membrii conspirației
| Personaj          | Actor | Episoade                                  |
| ----------------- | --- | ----------------------------------------- |
| Samantha Brinker  | Michelle Forbes | 1x13, 1x15 - 1x22                         |
| Samantha Brinker  | Brinker este o angajată a Companiei. După ce a aranjat cele necesare pentru moartea președintelui Richard Mills a fost concediată de Reynolds. |                                           |
| Daniel Hale       | Danny McCarthy | 1x01 - 1x06, 1x08 - 1x13, 1x16            |
| Daniel Hale       | Hale a fost partenerul agentului Kellerman, împreună cu acesta îndeplineau treburile murdare ordonate de Reynolds. A contactat-o pe Veronica Donovan și i-a propus să se întâlnească pentru a-i oferi date care să îl dezvinovățească pe Lincoln Burrows. Hale a fost pe punctul să-i ofere avocatei Veronica un dosar de trei pagini despre conspirația căreia i-a căzut pradă Lincoln, dar în acel moment dintr-o mașină a coborât Kellerman. Descoperind dosarul lui Hale, Kellerman îl ucide pe Hale cu un foc de pistol. |                                           |
| William Kim       | Reggie Lee | 2x05 - 2x08, 2x10 - 2x13                  |
| William Kim       | Kim este un agent al serviciilor secrete, a fost trimis de președintele Reynolds pentru a fi intermediar între ea și Paul Kellerman. La scurt timp după evadarea celor 8 din Închisoarea Fox River, Kim devine noul superior al lui Kellerman. Kim este critic la adresa deciziei lui Kellerman de a se concentra asupra Sarei Tancredi în loc să contribuie activ la prinderea evadaților. După ce a aflat că tatăl Sarei, Frank Tancredi, știe despre Kellerman și despre conspirație, Kim ordonă uciderea guvernatorul și a fiicei acestuia, ultima reușind să se salveze. El detestă munca de teren, dar cu toate acestea agentul Mahone îl obligă să devina activ în munca de teren. Observând incompetența lui Mahone în uciderea fugarilor, Kim îl amenință pe Mahone că îi omoară fiul dacă nu reușeste să-i ucidă pe evadați. Furios pe Kellerman și pe faptul că acesta nu a dus la îndeplinire sarcina de a o lichida pe Sara, Kim ordonă ca orice urmă a existenței lui Kellerman ca agent să fie ștearsă din arhivele serviciului secret, acest fapt fiind preambulul ordinului pe care Kim i-l transmite lui Mahone și anume să îl lichideze pe Kellerman. |                                           |
| Quinn             | Michael Gaston | 1x10, 1x11 și cadavrul acestuia în 1x17   |
| Quinn             | Quinn este un agent al Companiei, însărcinat cu supervizarea agentilor Paul Kellerman și Daniel Hale. Chiar dacă pare un simplu observator în munca celor doi, el este de fapt un agent inteligent și nemilos. Îl omoară pe fostul logodnic al Veronicăi cu scopul de a găsi refugiul lui Nick Savrinn din New Glarus. Îi descoperă pe cei doi și pentru a pătrunde în casa în care aceștia s-au refugiat se dă drept rănit ca urmare a unui accident de mașină. După ce îi este permisă intrarea, îl împușca pe Nick și îi capturează pe Veronica și L.J. Într-un final Quinn este împins de L.J. într-un puț abandonat din curtea imobilului, suferind de pe căzăturii o fractură deschisă la picior. Venind din urmă pentru a-l ajuta, Kellerman și Hale hotărăsc în cele din urmă să îl abandoneze pe Quinn în acel loc, lăsându-l să moară. Corpul lui Quinn este acolo și la întoarcerea celor trei pentru a recupera telefonul lui LJ reținut de Quinn. Înainte să moară Quinn a gravat nunele KELLERMAN și O. KRAVECKI pe peretele puțului oferind o pistă pentru identificarea lui Kellerman.                                                                   |                                           |
| Caroline Reynolds | Patricia Wettig | 1x02, 1x04, 1x05, 1x08, 1x10, 1x13 - 1x22 |
| Caroline Reynolds | Vicepreședintele Statelor Unite, iar mai apoi în urma unui atac de acord a președintelui Mills, președintele SUA. |                                           |
| Terrence Steadman | John Billingsley și Jeff Perry | 1x16, 1x19, 1x22, 2x01,2x14,2x15          |
| Terrence Steadman | Fratele Președintelui Caroline Reynolds, Terrence Steadman, este cel care a fost declarat mort, de moartea acestuia fiind acuzat Lincoln. Este reținut ca prizonier într-o casă izolată din Montana.Mai târziu,Steadman se va sinucide |                                           |

### Urmăritorii evadaților
| Personaj  | Actor | Episoade                                                       |
| --------- | --- | -------------------------------------------------------------- |
| Roy Geary | Matt DeCaro | 1x06, 1x10, 1x12 - 1x15, 1x18, 2x02 - 2x04, 2x08 - 2x10 - 2x11 |
| Roy Geary | Geary este unul din gardienii Închisorii Fox River, șeful acestuia fiind Bellick. El a fost eliberat din funcție pentru că a săvârșit diverse infracțiuni printre care: furt, brutalizarea lui Michael. Geary se alătură lui Bellick în căutarea evadaților cu scopul de a intra în posesia banilor ascunși de Westmoreland. El a fost ucis de T-Bag. |                                                                |
| Lang      | Barbara Eve Harris | 2x03 - 2x05 - 2x09 - 2x10 - 2x11 - 2x12                        |
| Lang      | Agentul FBI Lang este unul din colegii lui Mahone, acesta fiind omul de legătură între centrul operativ și Mahone. |                                                                |
| Wheeler   | Jason Davis | 2x01, 2x03 - 2x07 - 2x09 - 2x10 - 2x11 - 2x12                  |
| Wheeler   | Agentul Wheeler îl acompaniază și îl ajuta pe Mahone în urmărirea evadaților. |                                                                |

### Alți prizonieri din Fox River
| Personaj                     | Actor | Episoade                                               |
| ---------------------------- | --- | ------------------------------------------------------ |
| David « Tweener » Apolskis   | Lane Garrison | 1x09, 1x11, 1x12, 1x14, 1x17 - 1x22, 2x02, 2x04 - 2x07 |
| David « Tweener » Apolskis   | Tweener era un hoț de buzunare renumit înainte de a fi arestat. A fost condamnat la 5 ani de închisoare pentru că a furat niște cartonașe cu figura unui jucator de basseball de mare valoare. El obține numele de Tweener (Acrobatul). Se va alătura mai târziu grupului evadaților. |                                                        |
| Gus Fiorello                 | Peter J. Reineman | 1x03, 1x05, 1x07, 1x09, 1x10                           |
| Gus Fiorello                 | Gus Fiorello este mâna dreapta a lui d'Abruzzi până în momentul în care Philly Falzone îi oferă privilegii pentru a-l ajuta în pedepsirea lui Abruzzi, care nu s-a putut descurca cu găsirea lui Otto Fibonacci. |                                                        |
| Seth "Cherry" Hoffner        | Blaine Hogan | 1x06, 1x07, 1x08                                       |
| Seth "Cherry" Hoffner        | Condamnat pentru 8 ani ca urmare a condamnării pentru răpire, în închisoare primește numele de "Cherry" și devine jucaria sexuală a lui T-Bag. Seth îi cere ajutorul lui Michael, dar Michael refuză să îl ajute deoarece T-Bag era la curent cu planul său de evadare și putea în orice moment să îl dea în vileag. La puțin timp Seth se va sinucide. |                                                        |
| Charles « Haywire » Patoshik | Silas Weir Mitchell | 1x03, 1x04, 1x17, 1x18, 1x21, 1x22, 2x06, 2x07         |
| Charles « Haywire » Patoshik | Haywire a fost închis în sectia psihiatrică de la Fox River primind o pedeapsă de 60 de ani pentru omucidere deosebit de gravă. Pentru scurt timp, Haywire a fost colegul de celulă a lui Michael. Michael a fost obligat să îl accepte în grupul evadaților deoarece Haywire aflase planul de evadare. |                                                        |
| Manche Sanchez               | Joseph Nunez | 1x15 - 1x22, 2x03                                      |
| Manche Sanchez               | Manche Sanchez este vărul lui Fernando Sucre fiind unul din prizonierii care lucrau la spălătoria închisorii. Acest fapt îi permite lui Michael și lui Sucre să se folosească de uniformele gardienilor. După transferul lui Michael în secția psihiatrică, Sanchez este mesagerul dintre el și Sucre. Sanchez devine tot mai suspicios asupra acțiunilor celor doi, într-un final este înștiințat despre viitoarea evadare și este inclus pe lista celor care vor evada. În timpul evadarii este capturat și obligat să spună numele tuturor evadaților. Pentru tentativa de evadare primește încă 10 ani de închisoare. Fiind amenințăt de Belick, Sanchez divulgă secretul evadaților în ceea ce privește banii ascunși în Tooele, Utah de Charles Westmoreland. |                                                        |
| Christopher Trokey           | Robert Michael Vieau | 1x04, 1x06, 1x08                                       |
| Christopher Trokey           | Christopher Trokey a fost colegul de celulă a lui T-Bag. T-Bag a ascuns o fotografie sub patul lui Trokey, a fiicei gardianului Hudson, pentru ca acesta să fie acuzat de moartea gardianului. |                                                        |
| Charles Westmoreland         | Muse Watson | 1x01, 1x02, 1x05 - 1x08, 1x10 - 1x15, 1x17 - 1x22      |
| Charles Westmoreland         | Supranumit "The Old Head" ("Bătrânul"), era veterenaul închisorii. Deși Michael îi cunoștea adevărata identitate încă de la început, Westmoreland recunoaște cu greutate acest lucru și datorită faptului că fiica sa mai are de trăit o scurtă perioadă, se alătură echipei evadaților. |                                                        |

### Angajații de la Fox River
| Personaj        | Actor | Episoade                                                |
| --------------- | --- | ------------------------------------------------------- |
| Robert Hudson   | Michael Cudlitz | 1x06, 1x07                                              |
| Robert Hudson   | Robert Hudson a fost un gardian din Închisoarea Fox River. T-Bag l-a împins de la înălțime, căzătura fiindu-i fatală lui Hudson. De moartea acestuia a fost acuzat pe nedrept Christopher Trokey.                                                         |                                                         |
| Louis Patterson | Phillip Edward Van Lear | 1x01 - 1x06, 1x08 - 1x14, 1x20 - 2x01 - 2x13            |
| Louis Patterson | Patterson este un gardian din închisoare care îl compătimește pe Lincoln. Acesta îi permite lui Lincoln să-și vadă fiul încălcând regulamentul închisorii. Deși este căsătorit are o aventură cu secretara directorului închisorii, Becky.                |                                                         |
| Henry Pope      | Stacy Keach | 1x01 - 1x15, 1x17 - 2x02                                |
| Henry Pope      | Supranumit "The Pope" ("Papa") de deținuți, Henry Pope a fost directorul închisorii timp de 18 ani. El a demisionat pentru a protesta împotriva concedierii lui Belick de către autoritatea centrală a penitenciarelor.                                   |                                                         |
| Keith Stolte    | Christian Stolte | 1x01 - 1x05, 1x08 - 1x10, 1x12 - 1x14, 1x19, 1x21, 1x22 |
| Keith Stolte    | Keith Stolte este un alt gardian al închisorii Fox River. |                                                         |
| Katie Welch     | DuShon Monique Brown | 1x02, 1x11, 1x13, 1x15, 1x17, 1x19 - 2x01               |
| Katie Welch     | Katie Welch este o asistentă medicală de la Fox River, colegă cu Sara. După ce Michael și ceilalti evadează, Katie dezvăluie cu părere de rău autorităților că Sara fiind îndrăgostită de Michael ar fi putut să îl ajute pe acesta în planul de evadare. |                                                         |

### Alții
| Personaj       | Actor | Episoade                                        |
| -------------- | --- | ----------------------------------------------- |
| Leticia Barris | Adina Porter | 1x02, 1x03                                      |
| Leticia Barris | Ea este martor al nevinovăției lui Lincoln Burrows, îi dă Veronicăi o declarație înainte de a fi răpită de serviciile secrete. Ea este asasinată de către agenții serviciului secret la puțin timp. |                                                 |
| Otto Fibonacci | Roderick Peeples | 1x10                                            |
| Otto Fibonacci | Otto Fibonacci este administratorul unui depozit. El depune mărturie împotriva lui Abruzzi, ca urmare a acestei mărturii Abruzzi este condamnat și încarcerat. Mai târziu Fibonacci este introdus în programul de protecția al martorilo pentru a depune mărturie împotriva lui Falzone. El este ascuns de poliție în Topeka, Kansas. |                                                 |
| Frank Tancredi | John Heard | 1x06, 1x07, 1x14, 1x20, 2x03, 2x05 - 2x07, 2x11 |
| Frank Tancredi | Este guvernatorul statului Illinois și tatăl Sarei Tancredi. Nefiind în raporturi apropiate cu fiica sa guvernatorul nu acceptă să o ajute pe Sara în cazul execuției lui Lincoln. De asemenea politica sa severa în materie de infracționalitate îl obliga să nu accepte acordarea clemenței pentru Lincoln Burrows. Caroline Reynolds îl desemnează pe acesta noul vicepreședinte al SUA, dar numirea sa este anulată atunci când începe să investigheze cazul lui Lincoln. Un asociat al lui Aldo Burrows îi trimite anonim înregistrarea convorbirii dintre Caroline Reynolds și Terrence Steadman la puțin timp după aparentul său asasinat. Înțelegând în cele din urmă ca Lincoln este victima unei conspirații la nivel înalt și că fiica sa este supravegheată de serviciile secrete, înregistrează convorbirea pe o memorie USB și o pune în garda pe fiica sa. Moare asasinat de serviciile secrete fără să aibă timp pentru a-i arăta adevărul. Crima sa este înfăptuită în așa fel încât să para o sinucidere . |                                                 |

*